# Albertino Barisoni
Albertino Barisoni, né le 7 septembre 1587 à Padoue et mort le 15 août 1667 à Ceneda, est un homme d'Église, érudit et écrivain italien, évêque de Ceneda.

## Biographie
Albertino Barisoni naquit le 7 septembre 1587 à Padoue, où il fit ses premières études ; il alla ensuite faire sa philosophie à Rome, revint prendre le doctorat à Padoue, et obtint, à vingt-trois ans, un canonicat de cette cathédrale. Il le résilia quelques années après pour une abbaye en Allemagne ; mais l’air de ce ne lui convenant pas, il revint à Padoue. Il y enseigna publiquement, d’abord les matières féodales qu’il possédait parfaitement, et ensuite les Pandectes de l'empereur byzantin Justinien. Il quitta cette chaire en 1636, lorsqu’à la mort de l’évêque de Padoue Marcantonio Cornaro, il fut élu, par ce chapitre, vicaire général épiscopal. Il redevint, en 1647, professeur dans l’université de Padoue, et y enseigna la philosophie morale ; il fut enfin élu, en 1653, évêque de Ceneda, dans la république de Venise, où il mourut le 15 août 1667. Il eut pour amis plusieurs des gens de lettres les plus célèbres de son temps, parmi lesquels on compte surtout Lorenzo Pignoria et Alessandro Tassoni, auteur de Le Seau enlevé, auquel il ne fut pas inutile pour corriger et limer son poème. Il en donna une édition avec des arguments à tous les chants (con gli argomenti del canonico Albertino Barisoni), mais sans notes, Paris, 1622, in-12. Il prononça, en latin, dans l’Académie des Ricovrati, dont il était l’un des principaux membres, un Éloge de la poésie, qui fut imprimé à Padoue, 1619, in-4°. Il prit, sous le pseudonyme d’Ermidoro Filalete, la défense de son ami Pignoria, contre Angelo Portenari, dans un écrit intitulé : Degli antiventagli d’Ermidoro Filalete fascio primo, Venise, 1625, in-4°. Il s’agissait de la patrie du jurisconsulte Paul ; Portenari et tous les Padouans voulaient qu’il fût de Padoue, et Pignoria soutenait qu’il était romain. On peut voir les détails de cette controverse dans les Notes d’Apostolo Zeno sur la Bibliothèque italienne de Fontanini, t. II, p. 133. Barisoni laissa de plus un Traité, intitulé : De archivis antiquorum commentarius, qui fut publié, pour la première fois, par le marquis Giovanni Poleni, dans le Ier vol. de ses Nova supplementa antiquit. Roman., p. 1077, Venise, 1737, in-fol. L’éditeur nous apprend dans sa préface, p. 15, qu’il tenait le manuscrit de cet ouvrage du marquis Ugolino Barisoni, descendant de l’auteur, lequel en possédait encore plusieurs autres qui n’ont point été imprimés.